# Kleneč
Kleneč este o arie protejată (arie specială de conservare — SAC, sit de importanță comunitară — SCI) din Republica Cehă întinsă pe o suprafață de 5,3 ha, integral pe uscat.

## Localizare
Centrul sitului Kleneč este situat la coordonatele 50°23′20″N 14°15′23″E / 50.388889°N 14.256389°E.

## Înființare
Situl Kleneč a fost declarat sit de importanță comunitară în aprilie 2005 pentru a proteja 1 specie de plante. Situl a fost protejat și ca arie specială de conservare în ianuarie 2014.

## Biodiversitate
Situată în ecoregiunea continentală, aria protejată conține 1 habitat natural: Vegetație psamofilă uscată cu pășuni deschise de Corynephorus și Agrostis.
La baza desemnării sitului se află o specie protejată de  plante: Dianthus arenarius subsp. bohemicus.